# Paracheilinus amanda
Paracheilinus amanda — вид морських риб родини губаневих (Labridae). Описаний у 2023 році.

## Поширення
Поширений біля північно-східного узбережжя Австралії. Типова серія зразків зібрана у рифах Флора, Голмс і Оспрей у Кораловому морі біля північно-східного Квінсленда, і рифі Гар'єр у Великому Бар'єрному рифі.